# Poa matris-occidentalis ssp. matris-occidentalis
Poa matris-occidentalis ssp. matris-occidentalis là một phân loài cỏ trong họ hòa thảo, thuộc chi poa.